# Hoegaarden
Hoegaarden és un municipi belga de la província de Brabant Flamenc a la regió de Flandes. Està compost per les seccions de Hoegaarden, Meldert i Outgaarden. Històricament pertanyia al comtat d'Haspengouw.
Des del 31 d'octubre de 1882 té el títol honorari de ciutat.

## Persones
- Pierre Celis (1925-2011), cerveser, pioner de la renaixença de la cervesa artesana tipus witbier.